# アメリカン・ホラー・ストーリーの登場人物
アメリカン・ホラー・ストーリーの登場人物（アメリカン・ホラー・ストーリーのとうじょうじんぶつ）は、FXのテレビドラマシリーズ『アメリカン・ホラー・ストーリー』に登場するキャラクターの一覧である。

## キャスト
- 備考
  - ダークグレイのセルは俳優がそのシーズンに出演しない、または出演予定がない場合を指す。
  - 複数シーズンに登場した俳優は出演話数が多い順に並べる。
  - 斜体は非メインキャラクター。

| ジェシカ・ラング                 | コンスタンス・ラングドン   | シスター・ジュード・マーティン | フィオナ・グッド         |  |
| サラ・ポールソン                 | ビリー・ディーン・ハワード | ラナ・ウィンターズ             | コーデリア・フォックス   |  |
| エヴァン・ピーターズ             | テイト・ラングドン         | キット・ウォーカー             | カイル・スペンサー       |  |
| リリー・レーブ                   | ノーラ・モンゴメリー       | シスター・メアリー・ユーニス   | ミスティ・デイ           |  |
| フランセス・コンロイ             | モイラ・オハラ             | 死の天使 / Shachath            | Myrtle Snow              |  |
| ザカリー・クイント               | チャド・ウォーウィック     | オリバー・スレッドソン         |                          |  |
| ディラン・マクダーモット         | ベン・ハーモン             | ジョニー・モーガン             |                          |  |
| タイッサ・ファーミガ             | ヴァイオレット・ハーモン   |                                | ゾーイ・ベンソン         |  |
| デニス・オヘア                   | ラリー・ハーヴィー         |                                | Spalding                 |  |
| ジェイミー・ブルーワー           | アデレイド・ラングドン     |                                | ナン                     |  |
| アレクサンドラ・ブレッケンリッジ | 若年のモイラ・オハラ       |                                | Kaylee                   |  |
| ロビン・バートレット             |                            | ミランダ・クランプ             | Pimbrooke                |  |
| コニー・ブリットン               | ヴィヴィアン・ハーモン     |                                |                          |  |
| ジョセフ・ファインズ             |                            | ティモシー・ハワード           |                          |  |
| リジー・ブロシュレ               |                            | グレース・ベルトラン           |                          |  |
| ジェームズ・クロムウェル         |                            | アーサー・アーデン             |                          |  |
| エマ・ロバーツ                   |                            |                                | Madison Montgomery       |  |
| キャシー・ベイツ                 |                            |                                | デルフィーン・ラローリー |  |

## 第1シーズン: 『呪いの館』

### メインキャラクター
ヴィヴィアン・ハーモン
演 - コニー・ブリットン / 日本語吹き替え - 藤本喜久子
主婦で元チェリスト。2人目の子供を死産し、夫のベンが教え子と不倫したため、心機一転するために家族でボストンからロサンゼルスの家へと引っ越す。不倫発覚以降、ベンとは性行為をしていなかったが、引越し後に久しぶりに盛り上がる。その夜にラバー・ボンデージ・スーツを来た男が現れ、それがベンだと思い込んだヴィヴィアンは再びセックスする。その後、双子を妊娠していることが発覚するが、後に異父過妊娠が判明する。1人はベン、もう1人はテイトの幽霊が父親であった。ベンの不倫相手だったヘイデンがロサンゼルスに現れた後に幽霊となると、赤ん坊を奪いたい彼女の策略によりヴィヴィアンは精神病院送りとなる。家で出産するとテイトの子だけが生き延び、ベンの子の方は助からず、ヴィヴィアンも出血多量で死亡する。幽霊となった後はベンを許し、これ以上の犠牲者を出さないために他の幽霊たちと協力して新たな家の所有者たちを追い出す。ブリットンはこの役により、プライムタイム・エミー賞主演女優賞（ミニシリーズ・映画部門）にノミネートされた。
ベン・ハーモン
演 - ディラン・マクダーモット / 日本語吹き替え - てらそままさき
精神分析医でヴィヴィアンの夫でヴァイオレットの父。物語開始当初に教え子のヘイデンと浮気しているところをヴィヴィアンに目撃され、心機一転するためにロサンゼルスに引っ越す。浮気から数ヵ月後にヘイデンの妊娠を知り、ボストンで中絶手術を受けさせようとするが、ヴィヴィアンからの多数の不在着信を見ると彼女を病院に置いてロサンゼルスに戻る。その後、中絶せずにロサンゼルスまで追いかけてきたヘイデンに子供を育てられないと言う。ロサンゼルスに引っ越した後は家で診察を行うが、彼の患者のほとんどは死亡する。また患者として現れたテイトがヴィヴィアンと仲良くするのをよく思わなかった。ヴィヴィアンが妊娠した双子のうち1人が別の父親だと知ると彼女の浮気を疑うが、それはラバーマンにレイプされた結果であり、彼と揉み合う最中にその正体がテイトであることを知る。出産中にヴィヴィアンが死亡し、さらにヴァイオレットも死んでいることを知ると自殺しようとするが、幽霊となった2人に止められる。説得されたベンは生き残った赤ん坊を連れて家を出ようとするが、ヘイデンによって殺害される。幽霊となった後はこれ以上の犠牲者を出さないため、新しく家に引越してきたラモス一家をヴィヴィアンや他の幽霊たちと共に脅かして追い出す。マクダーモットはこの役によりサターン主演男優賞（テレビ部門）にノミネートされた。
ヴァイオレット・ハーモン
演 - タイッサ・ファーミガ / 日本語吹き替え - ブリドカット・セーラ・恵美
ヴィヴィアンとベンのティーンの娘であり、2人と共にロサンゼルスに引っ越してくる。シリーズ開始当初からリストカットを行っていた。父の患者として現れたテイト・ラングドンと意気投合し、後に恋人となる。その後、テイトが自分が通う学校でかつてスクールシューティング事件を起こした幽霊であることを知り、そのショックから薬物の過剰摂取で自殺を図る。この際、テイトによって救出されたかのように描写されていたが、実際は自殺に成功しており、後にテイトによって床下に隠されたを見せられた事でヴァイオレットは自分の死を自覚する。両親はこのことには気づいていなかった。ヴィヴィアンの出産の際、チャドからテイトが彼女をレイプしたことを聞かされ、その結果、彼に去るように言う。シーズン最終回で、ヴァイオレットが孤独であると考えたテイトが新しく引越してきたゲイブ・ラモスを殺そうとした際に彼の前に再び現れる。ヴァイオレットはテイトにキスをしてその隙にゲイブを逃がし、その後テイトに別れを告げる。
テイト・ラングドン
演 - エヴァン・ピーターズ、ポール・バトラー（少年期） / 日本語吹き替え - 矢野正明
コンスタンス・ラングドンの息子で、アデレード、ボーレガード、他1人とは兄弟。ヴァイオレット・ハーモンと意気投合し、恋人となる。ハーモン一家が引っ越してきた直後よりベンの患者として現れ、治療の際、自分高校で殺人事件を起こす夢を見ると説明する。シーズン第6話「恐怖のハロウィン 後編」で、テイトはスクールシューティング事件でクラスメイト12人の命を奪った犯人であることが明かされる。テイトはハロウィンの夜にヴァイオレットと共に家の外でデートをした際に事件の犠牲者5人の幽霊と遭遇する（ハロウィンの夜は家に閉じ込められた幽霊たちが外出できる唯一の日である）。彼は事件を起こした後、家でSWATチームによって射殺された。テイトの暴力的かつ不安定な挙動は家の影響であるとコンスタンスによって暗示させるが、シューティング事件の朝にメタンフェタミンを使う姿も描写されている。幽霊となった後はボンテージ・スーツを着て家で多くの人々を殺害し、またヴィヴィアンをレイプして妊娠させた。テイトは生前に起こした殺人事件のことを覚えていないと主張していたが、シーズン最終回でそれは嘘であり、自分の行動の責任が取れなかったことが明かされる。テイトがヴィヴィアンをレイプしたことを知ったヴァイオレットからは拒絶される。クリスマスの夜、飾りつけをするヴァイオレットを見ながらテイトは永遠に待ち続けるとつぶやく。
ラリー・ハーヴィー（火傷の男）
演 - デニス・オヘア / 日本語吹き替え - 牛山茂
ハーモン一家が住む家の元所有者であり、右半身に大火傷を負った歩行障害者。シーズン第1話「呪われた館」で初登場した際には、妻のロレインと娘のマーガレットとアンジーを焼き殺して自らも大火傷を負い、その後投獄されたが末期の病気であるために出所したとベンに語った。しかしその後、実際にはロレインが娘2人を殺した後に自殺し、精神病院に入れられたことが明らかとなる。ロレインはラリーが離婚してコンスタンスと共に家に住むつもりであることを知ったために娘もろとも焼身自殺することにしたのであった。またラリーの火傷は実際にはテイトの放った火によって負ったものであった。1994年にコンスタンスに頼まれて彼女の息子のボーを枕で窒息死させ、また2011年にはベンの浮気相手のヘイデンをシャベルで撲殺して裏庭に埋める。その件があってラリーはヘイデンに「借り」ができてしまい、彼女が殺したトラヴィスの遺体を処分する際に手伝う。シーズン第10話「館の子供たち」で、自分の妻と子供たちの幽霊と再会し、贖罪としてトラヴィス殺人の罪を被って出頭し、投獄される。オヘアはこの役により、プライムタイム・エミー賞助演男優賞（ミニシリーズ・テレビ映画部門）にノミネートされた。
コンスタンス・ラングドン
演 - ジェシカ・ラング / 日本語吹き替え - 一柳みる
ハーモン家の隣人。テイト、アデレード、ボーレガード、他1人の計4人の子供を出産する。4人の子のうち3人が奇形（ダウン症）であり、自身の子宮が「呪われている」とヴィヴィアンに言う。もともとは映画スターを目指してバージニア州からカリフォルニア州に移ってきたのだが、ヌードになりたくなかったためにキャリアを諦め、その直後に最初の子であるアデレードを妊娠する。1970年代後半から1980年代前半頃にコンスタンスとその家族は家に引っ越す。1983年メイドのモイラが夫のヒューゴと関係を持ち、さらに彼が彼女にもう一度セックスを強要しようとしたところ、コンスタンスは2人を射殺した。モイラの遺体は家の裏庭に埋め、ヒューゴは解体して犬の餌にした。その後時期は不明であるが、経済的事情から隣の家に引っ越す。次の住人のハーヴェイ家が引っ越してくるとコンスタンスは家に戻るためにラリーを利用し始める。1994年、ラリーがコンスタンスのために離婚すると彼の妻のロレーヌは子供たちと一緒に焼身自殺し、ラングドン家は家へと戻る。その後まもない頃に屋根裏部屋で鎖につないでいた息子のボーレガード（ボー）への虐待容疑がかかっていることをラリーに相談する。ラリーは枕でボーを窒息死させる。その年の後半、息子テイトはラリーの半身に大火傷を負わせ、さらに学校で銃乱射事件を起こした後に家でSWATによって射殺される。最後の生きている子であるアデレードがハロウィーンの夜に車で轢かれると、コンスタンスは幽霊として戻って来られるように彼女の身体を家まで運ぼうとするが、その前に息絶える。コンスタンスには若いボーイフレンドのトラヴィスがいたが、ヘイデンの幽霊によって地下室で殺害される。ハーモン一家が死亡した後、コンスタンスは孫を誘拐し、マイケルと名づけて秘密裏に育てた。3年後、コンスタンスは美容院に行き、悲劇的な人生を送ったことで自分は強くなり、そして「偉大なもの」であるマイケルを手に入れたと語る。家に帰ると3歳のマイケルが乳母を殺し、死体の傍で嬉々として座っている姿を目撃する。コンスタンスは「さて、どうしたものかしら?」とつぶやくのであった。ラングはこの役により、プライムタイム・エミー賞助演女優賞（ミニシリーズ・テレビ映画部門）、ゴールデングローブ賞助演女優賞（テレビ部門）、全米映画俳優組合賞ドラマシリーズ女優賞を受賞し、また、サターン女優賞（テレビ部門）、テレビ批評家協会賞女優賞（テレビ映画・ミニシリーズ部門）にノミネートされた。また、2011年のサテライト賞特別貢献賞も獲得した。

### リカーリングキャラクター
モイラ・オハラ
演 - フランセス・コンロイ（老年）、アレクサンドラ・ブレッケンリッジ（若年） / 日本語吹き替え - 野村須磨子（老年）、たなか久美（若年）
女性からは老人、男性からは若い姿に見えるメイド。1983年にコンスタンスによって殺害されて家の裏庭に葬られ、幽霊となる。ハロウィンの夜に家から抜け出し、病院で寝ていた実母を安楽死させる。ヴィヴィアンを相談相手となり、胎児のために栄養ある食事も作る。若い姿を見るベンを誘惑しようとするが、拒絶される。ベンが家の実態を認識すると、彼はモイラの老いた姿を認識することができた。シーズン最終回では新たな犠牲者を出さないために新入居者を脅かすハーモン一家に協力する。コンロイはこの役により、プライムタイム・エミー賞助演女優賞（ミニシリーズ・テレビ映画部門）、サターン女優賞（テレビ部門）にノミネートされた。
アデレイド・"アディー"・ラングドン
演 - ジェイミー・ブルーワー（成人）、Katelyn Reed（幼児）
コンスタンスの娘。ダウン症と見られる。アディーはたびたび「家」に入り込み、死に関する不吉な警告をする。ハロウィンの夜にひき逃げされて死亡する。母のコンスタンスはアディーの幽霊をそばに置くためにハーモンの家の庭に彼女の身体を運ぼうとしたが、実現しなかった。
ヘイデン・マクレーン
演 - ケイト・マーラ
情緒不安定なベンの元生徒で愛人。妊娠したためにロサンゼルスに移ったベンをボストンへ呼び戻し、中絶に協力させる。ベンが病院でヘイデンを置き去りにすると彼女は中絶手術を中止し、ロサンゼルスに追いかけてくる。ヘイデンは出産を決意し、ベンに養育費を請求し、ヴィヴィアンに話すと言う。ベンとの話し合いのために家の外に出たところ、ラリー・ハーヴィーによって撲殺される。ヘイデンは裏庭のモイラの遺体があったところに一緒に埋められ、ベンはその上に展望台を建てる。以後は幽霊として登場し、ハロウィンの夜にはヴィヴィアンに自分が妊娠していることを暴露する。それ以後、ヴィヴィアンを精神病院送りにして子供を奪うためにハーモン家に嫌がらせを繰り返す。幽霊となったヴィヴィアンによって説得されて家を出ていこうとするベンを、以前に侵入してきたシリアルキラー愛好家の幽霊と協力してシャンデリアに首を吊るして殺害する。生き残った方の双子を奪って地下室であやしていたところ、トラヴィスに喉を切りつけられてコンスタンスに奪われる。
マーシー
演 - 
ハーモンに家を売った不動産屋。ハーモンが初めて家を見に来た際には前年死んだカップルのことしか話さず、家の歴史全てについては伏せ、相場の半額で売却する。ヴィヴィアンとヴァイオレットがシリアルキラー愛好家襲われるとマーシーを家の売却するように言われた。ヴィヴィアンが家に幽霊が出ると言った際には妄想だと考えた。ハーモン一家が全滅すると、前と同じく家の全歴史を伏せてラモス家に格安で売却する。
チャド・ワーウィック
演 - ザカリー・クイント
ハーモンの家の前所有者でパトリックのゲイパートナー。支配欲が強く、そのためにパトリックとの関係が冷え込むことになる。パトリックの気を引くためにラバー・スーツを購入して着るが、笑われ、ますます2人の関係は冷える。子供を貰うことを諦めたため、2010年のハロウィンにラバーマン（テイトの幽霊）に首の骨を折られて殺害され、パトリックと心中したように偽装されて地下室に放置される。その後は幽霊となってパトリックと共に行動する。クイントはこの役により、サターンゲスト俳優賞にノミネートされた。
パトリック
演 - テディ・シアーズ
ハーモンの家の前所有者でチャドのゲイパートナー。チャドとの関係が冷え込むと他の男性と性的関係をもつようになる。チャドとの関係が破綻し、子供を貰うことを諦めたため、2010年のハロウィンにラバーマン（テイトの幽霊）によって殺される。殺害の際に火かき棒を尻に突っ込まれる。幽霊となった後はヴィヴィアンの双子を奪い取ってチャドと2人で育てようとするが、彼を愛していないと告白すると諦める。
リア
演 - シェルビー・ヤング
ヴァイオレットの友人。転校してきた初日に校内で煙草を吸っていたヴァイオレットに突っかかり、後に女子グループで彼女を虐めるようになる。テイトに唆されたヴァイオレットからドラッグを渡すと言われて家の地下室に誘い込まれ、怪物に襲われて顔に怪我を負い、その恐怖から髪の毛の一部が白髪になる。以降2人は友人となり、ヴァイオレットの睡眠を助けるために薬物を与える。
チャールズ・モンゴメリー博士
演 - マット・ロス
1922年に家を建てた外科医。元々は大成功した医者であったが、薬物依存となる。その後フランケンシュタイン・コンプレックスとなり、地下室て動物のパーツを繋ぎ合わせる実験を行う。家計が傾くと妻のノーラが連れてくるクライアントに違法な中絶手術を行い始めた。中絶手術を知って怒ったクライアントの恋人によって赤ん坊である息子を誘拐され、バラバラにされて瓶詰め状態で返される。病んだモンゴメリーは赤ん坊の遺体、動物のパーツ、中絶した胎児を使って復活させるが、怪物となってしまった息子を見たノーラによって無理心中させられる。1947年にエリザベス・ショートが家で死亡した際には運びやすいように遺体を解体し、顔をグラスゴースマイルにした。ヴィヴィアンが双子を出産する際にはコンスタンスに助けを求められ、手伝う。
ノーラ・モンゴメリー
演 - リリー・レーブ
モンゴメリー博士の妻。夫が彼女のために建てた家に引っ越す以前は社交界の名士であった。裕福な生活に慣れていたノーラは家計が苦しくなると夫を罵るようになった。収入を確保するためを、彼女と夫は家の地下室で違法な中絶手術業を始め、ノーラがクライアントを紹介し、チャールズが手術を行った。だがある患者の恋人に中絶手術が知られてしまい、モンゴメリーの息子のタデウスは起こった彼に誘拐されて殺害される。その後モンゴメリー博士により怪物にされて蘇った息子に授乳しようとするが傷つけられ、ペーパーナイフで殺そうとするが失敗し、夫を射殺して自殺する。その後は幽霊となり、1984年に幼いテイトと出会う。2011年にハーモン家が引っ越してくると、子供を欲しがるノーラのためにテイトはヴィヴィアンをレイプし、産まれた子供を手に入れようとする。ヴィヴィアンが宿した双子のうち、死んだ方の子の幽霊を手に入れるが結局放棄し、ヴィヴィアンに返す。
ルーク
演 - モリス・チェストナット
ハーモン家の警備担当者。ヴィヴィアンに恋愛感情を抱いていた。ベンによって双子のうち1人の父親であると疑われるが、その際に自分が不妊であることを明かす。
ビリー・ディーン・ハワード
サラ・ポールソン
コンスタンスの知り合いの霊媒師。テイトが生前に起こした殺人事件を知って混乱するヴァイオレットの前に現れ、ビリーは彼女に「選ばれた」のだと言い、死亡した自覚が無いと思われるテイトに気づかせるように協力を求める。コンスタンスから幽霊と生きた人間のあいだには何が産まれるのかを聞かれた際、反キリストであると答える。
トラヴィス・ワンダレイ
演 - マイケル・グラジアデイ
コンスタンスの恋人。シーズン第2話「惨劇の再現」で初登場した際にはコンスタンスの「仕事仲間」とアディに説明された。アディとは仲が良い。コールセンターで働いているが、将来は俳優としての成功を夢見ている。アディの死後、コンスタンスと将来のことに関して口論を起こす。ヘイデンの幽霊とセックスした後に彼女に殺され、幽霊となって家に住む。シーズン最終回でヘイデンの喉を切り裂き、コンスタンスが赤ん坊を奪う手伝いをする。

### ゲストキャラクター
ステファニー・ボッグス
演 - アレッサンドラ・トレサーニ
1994年のウェストフィールド高校銃乱射事件の被害者の1人で、図書室で最初に殺された生徒。ゴス系の服を着ている。テイトに頭を撃たれて死亡した。
ケヴィン・ジェドマン
演 - ジョーダン・デヴィッド
1994年のウェストフィールド高校銃乱射事件の被害者の1人で、図書室で2番目に殺された生徒。事件発生後に図書室に逃げ込み、ドアにバリケードを作る。黒革のジャケットを着ている。テイトに命乞いをするが殺される。
アミール・スタンレー
演 - アレクサンダー・ニメツ
1994年のウェストフィールド高校銃乱射事件の被害者の1人で、図書室で3番目に殺された生徒。年鑑の編集者であった。助けを呼ぶために電話をかけようとした際にテイトから顎を吹き飛ばされて死亡したため、幽霊となった後も喋ることができない。
カイル・グリーンウェル
演 - ブランド・イートン
1994年のウェストフィールド高校銃乱射事件の被害者の1人で、図書室で4番目に殺された生徒。レターマンのジャケットを身につけている。フットボールの選手であり、ジョージア工科大学の奨学金も得ていた。テイトに頭を撃たれて死亡した。
クロエ・ステイプルトン
演 - アシュリー・リッカーズ
1994年のウェストフィールド高校銃乱射事件の被害者の1人で、図書室で最後に殺された生徒。チアリーダーであった。テイトに胸を撃たれて死亡する。
双子のブライアンとトロイ
演 - カイ&ボディ・シュルツ
シーズン第1話「呪われた館」の冒頭で1978年に家に侵入し、インファンタタに殺された双子。幽霊となり、シーズンを通して家の中で悪戯をする。
エリザベス・ショート（ブラック・ダリア）
演 - ミーナ・スヴァーリ
1947年に家に住んでいたクラン歯科医師を訪ねた際、誤って亜酸化窒素を過剰に投与されたために死亡する。遺体は運び易いようにモンゴメリー博士の幽霊によって解体され、草むらに捨てられた。その後、自身も幽霊となり、シーズン最終回ではハーモン一家と共にラモス一家を脅かして家から追い出した。
マリア
演 - ローサ・サラザール
1968年に家で死亡した看護学生。殺人鬼R・フランクリンによって背中をメッタ刺しにされて殺された。幽霊となり、ヴィヴィアンが双子を出産する際にはモンゴメリー博士を手伝った。
グラディス
演 - セリア・フィンケルスタイン
1968年に家で死亡した看護学生。殺人鬼R・フランクリンによって浴槽で溺死させられた。幽霊となり、ヴィヴィアンが双子を出産する際にはモンゴメリー博士を手伝った。
インファンタタ
演 - ベン・ウルフ
誘拐されて殺され、バラバラにされたチャールズ医師とノーラ・モンゴメリーの息子。チャールズによって身体を繋ぎ合わされて蘇る。シーズン第1話「呪われた館」の冒頭で初登場し、家に入ってきた双子を殺害する。またテイトとヴァイオレットによって地下室に呼び出されたレアを襲い、ヴァイオレットを虐めないようにするために利用される。シーズン第11話「闇の出産」の冒頭で、玩具を探しに地下室にやってきた幼いテイトと出会っていたことが明かされる。ノーラからは亡くなった息子と同じ「タデウス」の名で呼ばれる。
ヒューゴ・ラングドン
演 - エリック・クローズ
コンスタンスの夫で、浮気をしていた。1983年にメイドをしていたモイラに性的関係を迫っていたところ、コンスタンスによって射殺される。遺体はコンスタンスによって解体され、犬の餌となった。その後は幽霊となって家に住み、ヘイデンと性的関係を持った。
ミゲル・ラモス
演 - アンソニー・ルイヴィヴァー
妻のステイシーと息子のラモスと共にハーモン家が全滅した後に家に引っ越してくる。これ以上の犠牲者を出したくないと考えるハーモン家とモイラたちによって脅かされ、引越してきた晩に家族と共に逃げ出す。
ステイシー・ラモス
演 - リサ・ヴィダル
ステイシーの妻でラモスの親。子供をもう1人もうけようと考えている。ボンテージ・スーツを来たベンがレイプするように彼女を脅かし、家族と共に逃げ出す。
ガブリエル・"ゲイブ"・ラモス
演 - ブレナン・メヒア
ミゲルとステイシーの息子。家に引っ越してきた後に音楽を探しに来たヴァイオレットの幽霊と出会う。ヴァイオレットに恋人が必要と考えたテイトによって殺されそうになるが、彼女の妨害により逃げ延びる。幽霊を信じていない。
マイケル・ラングドン
演 - アッシャー・ジャイアン・スタリタ（3歳）
生き残ったヴィヴィアンが産んだ双子。父親はテイト・ラングドンの幽霊であり、ヴィヴィアンをレイプしたことにより誕生した。ビーリー・ディーンによると、幽霊と人間のあいだに生まれた子供は反キリストになる。ハーモン一家が全滅した後は祖母にあたるコンスタンスによって連れ去られて育てられる。3歳の時に乳母を殺害して笑う姿がコンスタンスに目撃される。実は、彼はこの呪いの館に棲付く闇の根源（サタン）がテイトを操って産ませた子供（サタンの子供）。彼の誕生によってテイトは、宿っていた悪から解放（彼に移る）されて改心する。その一方で、サタンとなったマイケルは、やがて全世界を滅ぼすことになる。

## 第2シーズン: 『精神科病棟』

### メインキャラクター
シスター・ジュード・マーティン
演 - ジェシカ・ラング / 日本語吹き替え - 一柳みる
ブライヤークリフ精神科病棟の管理を担う修道女。
ラナ・ウィンターズ
演 - サラ・ポールソン / 日本語吹き替え - 安藤麻吹
"ブラッディー・フェイス"取材に力を注ぐ記者。事件に深入りしすぎたため、自らもブライヤークリフ精神科病棟に収容されてしまう。
同性愛者で、パートナーの為にも脱出を成功させたいと考えている。
オリバー・スレッドソン
演 - ザカリー・クイント
キット・ウォーカーの精神鑑定のためにブライヤークリフ精神科病棟を訪れた精神科医。アーデン医師のやり方を快く思っておらず、より人道的な治療法を試みている。
ティモシー・ハワード
演 - ジョセフ・ファインズ / 日本語吹き替え - 佐久田脩
ブライヤークリフ精神科病棟に勤務する神父。野心家ではあるものの、病院の実質的経営をシスター・ジュードに任せている。
キット・ウォーカー
演 - エヴァン・ピーターズ / 日本語吹き替え - 矢野正明
ブライヤークリフ精神科病棟に収容された男性。黒人女性と極秘結婚した過去を持つ。妻を惨殺されたうえ、その罪を着せられ、"ブラッディー・フェイス"という猟奇殺人鬼だとみなされ、精神科病棟に送られたという経緯がある。本人は殺害を否定しており、いつか脱出すると心に誓っている。
シスター・メアリー・ユーニス
演 - リリー・レーブ / 日本語吹き替え - 日野由利加
ブライヤークリフ精神科病棟に勤務する修道女。シスター・ジュードの助手だが、アーデンの助手でもある。
グレース・ベルトラン
演 - リジー・ブロシュレ / 日本語吹き替え - 田野アサミ
アーサー・アーデン
演 - ジェームズ・クロムウェル / 日本語吹き替え - 佐々木梅治
ブライヤークリフ精神科病棟に勤務する医師で、シスター・ジュードとの仲は悪い。また、人体実験や拷問じみた診察を行うため、スレッドソン医師からも快く思われていない。

### リカーリングキャラクター
シェリー
演 - クロエ・セヴィニー
フランク・マッキャン
演 - フレドリック・レーン
スパイビー
演 - マーク・コンスエロス
レオ・モリソン
演 - アダム・レヴィーン
テレサ・モリソン
演 - ジェナ・ディーワン
ペッパー
演 - ナオミ・グロスマン / 日本語吹き替え - 棟方真梨子
アルマ・ウォーカー
演 - ブリトニー・オールドフォード
ウェンディ
演 - クレア・デュヴァル
マザー・スペリオル・クラウディア
演 - バーバラ・ターバック
シャーロット・ブラウン
演 - フランカ・ポテンテ
サム・グッドマン
演 - マーク・マーゴリス
死の天使/Shachath
演 - フランセス・コンロイ
ミシー・ストーン
演 - Chelsey Valentine（幼児）、Kristin Slaysman（成人）
リー・エマーソン
演 - イアン・マクシェーン
ジョニー・モーガン
演 - ディラン・マクダーモット / 日本語吹き替え - てらそままさき

## 第3シーズン: 『魔女団』

### メインキャラクター
フィオナ・グッド
演 - ジェシカ・ラング / 日本語吹き替え - 一柳みる
ニューオーリンズの魔女たちの中で最高位とされる女性で、不老不死の方法を求めて旅をしていたが、身体の衰えを感じニューオーリンズに帰還。帰国後はアカデミーの生徒を狙い、娘と対立する。
コーデリア・フォックス
演 - サラ・ポールソン / 日本語吹き替え - 安藤麻吹
「ミス･ロビショーズ･アカデミー」校長で、フィオナの娘。母の魔の手から生徒たちを守るべく奮闘する。
デルフィーン・ラローリー
演 - キャシー・ベイツ / 日本語吹き替え - 小宮和枝
1830年代のソーシャライトにして、奴隷を酷使していた人物。通称マダム・ラローリー。
大切な人を奪われたマリー・ラヴォーにより、「死よりも残忍な罰」として、200年間生き埋めにされてきた。フィオナによって救出された後は、アカデミーの使用人となった。
ゾーイ・ベンソン
演 - タイッサ・ファーミガ
曾祖母から受け継いだ特殊能力の発現を機に、ニューオーリンズの寄宿学校「ミス･ロビショーズ･アカデミー」に編入した少女。
カイル・スペンサー
演 - エヴァン・ピーターズ / 日本語吹き替え - 矢野正明
大学生で、ゾーイが心を寄せる相手。ハリケーン・カトリーナで母を失う。
マートル・スノー
演 - フランセス・コンロイ
マディソン・モンゴメリー
演 - エマ・ロバーツ  / 日本語吹き替え - 山村響
ミスティ・デイ
演 - リリー・レーブ / 日本語吹き替え - 日野由利加
スポルディング
演 - デニス・オヘア / 日本語吹き替え - 牛山茂
マリー・ラヴォー
演 - アンジェラ・バセット / 日本語吹き替え - 幸田直子
ブードゥー教の女司祭で、魔女の宿敵にあたる。現在はニューオーリンズでヘアサロンを経営している。
クイニー
演 - ガボレイ・シディベ / 日本語吹き替え - 品田美穂
デトロイト出身の見習い魔女。
ナン
演：ジェイミー・ブルーワー
アカデミー所属の見習い魔女で、透視能力を持つ。過小評価されたり仲間外れにされることが多い。

### リカーリングキャラクター
Bastien/Minotaur
演 - アミール・バラカ
マダム・ラローリーの奴隷の一人にして愛人。殺害時身体に牛の頭を縫い付けられる。

## 第4シーズン: 『怪奇劇場』

### メインキャラクター
エルサ・マーズ
演 - ジェシカ・ラング/ 日本語吹き替え - 一柳みる
フリークショーを主催するドイツ出身の元女優。警察に発見され入院中のベットとドットを病院から連れ出し一座へ招き入れる。かつてヨーロッパで女優だったがあるスプラッター作品に出演したことがきっかけで夢破れフリークショーを自身の居場所としている。両足が義足であることがエセルも知らなかった。
ベット／ドット・タトラー
演 - サラ・ポールソン/ 日本語吹き替え - 安藤麻吹
結合双生児の女性。人目を避けて母親とともにひっそり暮らしていたが、ある日母親を殺し三日後に自らもハサミで刺す。ベットは慎重で皮肉屋、ドットは楽天家。モット家に引き取られるが、ジミーに助けられ一座に戻る。
ジミー・ダーリング
演 - エヴァン・ピーターズ / 日本語吹き替え - 矢野正明
ロブスターボーイ。一座のリーダー的存在。エセルの死後自暴自棄になって酒に溺れるがエルサがハリウッドへ向かった後のことを考え再びリーダーとして座員を守る。タッパーウェア会の主婦たちを殺害した容疑で拘置された際スタンレーに釈放のための資金作りだと騙され両手を切られる。
スタンレー/ リチャード
演 - デニス・オヘア / 日本語吹き替え - 牛山茂
詐欺師。博物館に展示する特異な人体を高値で売るためフリークを狙う。同性愛者であり、異常な大きさの男性器を持つ。マ・ペティトを博物館に売ったことなどを座員に知られ、座員たちによって両手両足を切断されミープのような体にされる。
マギー・エスメラルダ
演 - エマ・ロバーツ / 日本語吹き替え - 山村響
元はひったくりのような窃盗をしていたがスタンレーに助けられ、ともに詐欺行為を行う。占い師としてフリークショーに潜り込みフリークを狙う。団員と仲良くなりジミーとも恋仲になる。その後スタンレーの悪事を暴くが混乱したチェスターによって体を切断される。
ダンディ・モット
演 - フィン・ウィットロック / 日本語吹き替え - 川田紳司
幼少期から情緒不安定で動物虐待をし続けている。ピエロの殺人現場を見たことからピエロに感化され殺人衝動を抑えきれず行動をエスカレートさせていく。
グロリア・モット
演 - フランセス・コンロイ / 日本語吹き替え - 野村須磨子
ジュピターの名家。息子のダンディを持て余してピエロを連れてきたり、フリークショーから双子を買おうとする。
デル・トレド
演 - マイケル・チクリス
怪力男。ジミーの父。
デジレ・デュプリー
演 - アンジェラ・バセット / 日本語吹き替え - 幸田直子
乳房が３つあり両性具有の女。流産した際、医師から実はペニスだと思っていたものが陰核肥大によるものだと知らされる。デルと別れ、セールスマンと結婚する。その後、子宝に恵まれる。
エセル・ダーリング
演 - キャシー・ベイツ / 日本語吹き替え - 小宮和枝
ひげ女。ジミーの母。エルサがマ・ペティトを殺したと思い脅迫したところエルサにナイフで刺され、事故死に見せかけて殺される。
ピエロ
演 - ジョン・キャロル・リンチ / 日本語吹き替え - 魚建
ペニー
演 - グレイス・ガマー / 日本語吹き替え -
双子が入院していた病院の看護師。エルサに誘われてフリークショーを見にいくが阿片漬けにされる。ポールと恋に落ちるが電気技師の父に顔中タトゥーを入れられ舌も2つにされる。
ペッパー
演 - ナオミ・グロスマン / 日本語吹き替え - 棟方真梨子
エドワード・モルドレイク
演 - ウェス・ベントリー / 日本語吹き替え -
かつてフリークショーに出演していた貴族。顔の後ろにもう一つ不気味な顔がついている。ハロウィーンにショーを上演すると現れ、一人道連れにする人間を選んで死に至らしめる。
チェスター
演 - ニール・パトリック・ハリス / 日本語吹き替え
11話から登場。元軍人で腹話術師。戦地に赴いていた当時妻が女性と関係してチェスターを蔑ろにしたため二人を殺す。腹話術人形のマージョリーをいつも連れている。